# 加澤伊山
41°43′42.2″N 23°28′58.6″E / 41.728389°N 23.482944°E

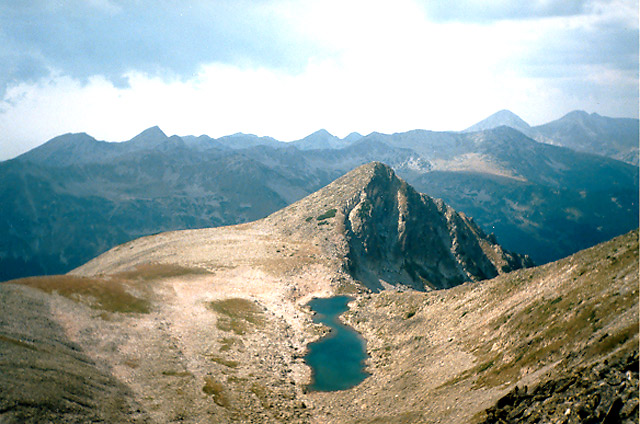

加澤伊山是保加利亞的山峰，位於該國西南部，處於布拉戈耶夫格勒州，屬於皮林山脈的一部分，海拔高度2,761米，是該山脈第九高峰。